# Brechin City Football Club
Maillots
Dernière mise à jour : 4 avril 2025.
Le Brechin City Football Club est un club écossais de football basé à Brechin.

## Historique
- 1906 : fondation du club par fusion de deux clubs juniors Hearts et Harp
- 2018 : Relégation en D3 écossaise
- 2021 : Relégation en Highland League

## Palmarès et records

### Palmarès
| Compétitions nationales | Compétitions régionales |
| - Championnat d’Écosse de deuxième division (0) : - Meilleur classement : . - Championnat d’Écosse de troisième division (3) : - Champion : 1983, 1990 et 2005. - Vice-champion : 1993 et 2003. - Vainqueur des barrages : 2017 - Championnat d’Écosse de quatrième division (1) : - Champion : 2002. - Vice-champion : 1996. - Scottish Challenge Cup (0) : - Finaliste : 2003. - Scottish Qualifying Cup (1) : - Vainqueur : 1951. | - Forfarshire Cup (6) : - Vainqueur : 1910, 1927, 1953, 1959, 1997 et 2009. - Finaliste : 1909, 1912, 1934, 1937, 1950, 1966, 1991 et 1999. |

## Joueurs et personnalités du club

### Entraîneurs
Le tableau suivant présente la liste des entraîneurs du club depuis 1962.
| Rang | Nom                | Période   |
| ---- | ------------------ | --------- |
| 1    | Grant Cumming      | 1923-1932 |
| 2    | A.K. Murray        | 1932-1934 |
| 3    | Jackie Osborne     | 1934-1935 |
| 4    | Committee          | 1935-1949 |
| 5    | Arthur J. Paterson | 1949-1962 |
| 6    | John Gilmartin     | 1962-1970 |
| 7    | Frank Sandeman     | 1970-1971 |
| 8    | Bobby Methven      | 1971-1972 |

| Rang | Nom          | Période   |
| ---- | ------------ | --------- |
| 9    | Dick         | 1972-1973 |
| 10   | Charlie Dunn | 1973-1977 |
| 11   | Ian Stewart  | 1977-1980 |
| 12   | Doug Houston | 1980-1982 |
| 13   | Ian Fleming  | 1982-1987 |
| 14   | John Ritchie | 1987-1993 |
| 15   | Ian Redford  | 1993-1994 |
| 16   | John Young   | 1994-2000 |

| Rang | Nom             | Période   |
| ---- | --------------- | --------- |
| 17   | Dick Campbell   | 2000-2005 |
| 18   | Ian Campbell    | 2005-2006 |
| 19   | Michael O'Neill | 2006-2008 |
| 20   | Jim Duffy       | 2009-2010 |
| 21   | Jim Weir        | 2010-2012 |
| 22   | Ray McKinnon    | 2012-2015 |
| 23   | Darren Dods     | 2015-2018 |
| 24   | Barry Smith     | 2018-2019 |

| Rang | Nom         | Période |
| ---- | ----------- | ------- |
| 25   | Mark Wilson | 2019-   |

### Joueurs emblématiques
- Steven Hampshire